# Partit Socialista Senegalès
El Partit Socialista Senegalès (PSS) fou un antic partit polític senegalès.

## Història
El PSS fou fundat per Lamine Guèye en 1934, després d'una escissió a la SFIO, o des de 1929 segons altres fonts.
El primer congrés es va reunir el 30 de juny de 1935, i el segon el 24 de novembre del mateix any.
El 1936 el PSS es va unir al Front popular. Abans de les eleccions el PSS va crear les seves pròpies milícies amb la finalitat d'assegurar la seguretat en els seus actes.
En 1937 una llista comuna a la SFIO i el PSS va assolir les eleccions municipals a Saint-Louis. M. Vidal esdevingué alcalde.
En el moment del congrés del 4-5 de juny 1938 el PSS va decidit fusionar-se amb la SFIO. A continuació d'aquesta decisió, un congrés de la nova federació de la SFIO es va reunir a Thiès el 11 i 12 de juny.

## Organització
Guèye era el president del partit. L'alcalde de Dakar, Armand-Pierre Angrand, n'era el Secretari general. M. Vidal, Charles Graziani i Amadou Assane Ndoye eren els vicepresidents.